# Place Eugène-Livet
La place Eugène-Livet est une voie de Nantes, en France.

## Situation et accès
Située dans le Centre-ville de Nantes, la place Eugène-Livet est desservie par les rues de la Verrerie, Dobrée, Massillon, de Belsunce et Voltaire. Elle est bitumée et ouverte à la circulation automobile.
La place, dans le prolongement des rues Dobrée et Voltaire, marque la limite nord-ouest du secteur sauvegardé de Nantes. La partie au nord de cet axe ne fait pas partie du secteur protégé.

## Origine du nom
Elle rend hommage à Eugène Livet, qui habita, à la fin de sa vie, à l'angle de la « place Notre-Dame » et de la rue Voltaire ; il est le fondateur du lycée qui porte son nom, qui occupa jusqu'en 1910 des locaux situés rue Désiré-Colombe à une centaine de mètres de là.

## Historique
En 1825, la municipalité de Nantes alors dirigée par Louis-Hyacinthe Levesque achète une parcelle de terrain pour permettre la création d'une place, sur le côté nord de laquelle est construite une église, inaugurée le 25 juin 1828. Consacrée à Notre-Dame-de-Bon-Port et à Saint-Louis (le maire qui avait financièrement participé à sa construction souhaita qu'elle porte le nom de son saint patron), étant devenue trop petite pour contenir des fidèles habitant un quartier alors en développement, elle est abandonnée en 1859, après la construction de l'église Notre-Dame-de-Bon-Port, elle est vendue à M. Dufour, qui y fit construire un hôtel particulier à son emplacement.
L'esplanade prend d'abord, en 1837, le nom de « place Notre-Dame », en raison de la présence de la première église Notre-Dame-de-Bon-Port, mais ce nom étant partagé avec une autre voie de Nantes, elle prend, en 1905, celui de « place Saint-Louis », autre patron auquel ce lieu de culte (qui avait été rasé entre-temps) était consacré, puis elle est rebaptisée « place Eugène-Livet ».

## Bâtiments remarquables et lieux de mémoire

### Buste d'Eugène Livet
En 1894, l’association des anciens élèves du lycée Livet commande, à l’occasion du cinquantenaire de l'établissement, un buste en bronze représentant le fondateur de l’école, au sculpteur Charles-Auguste Lebourg. En 1932, près de vingt après la mort d'Eugène Livet, l'association offre une copie du buste, destinée à servir de monument commémoratif sur une des places de la ville de Nantes. Celui-ci est inauguré sur la place au sommet d'un piédestal situé sur le côté nord de la place. En 1944, le buste en bronze est fondu sous le régime de Vichy. Néanmoins un moulage est effectué dans la perspective de son remplacement par une copie en pierre, qui est finalement réalisée en 1946 par Charles-Eugène Breton.

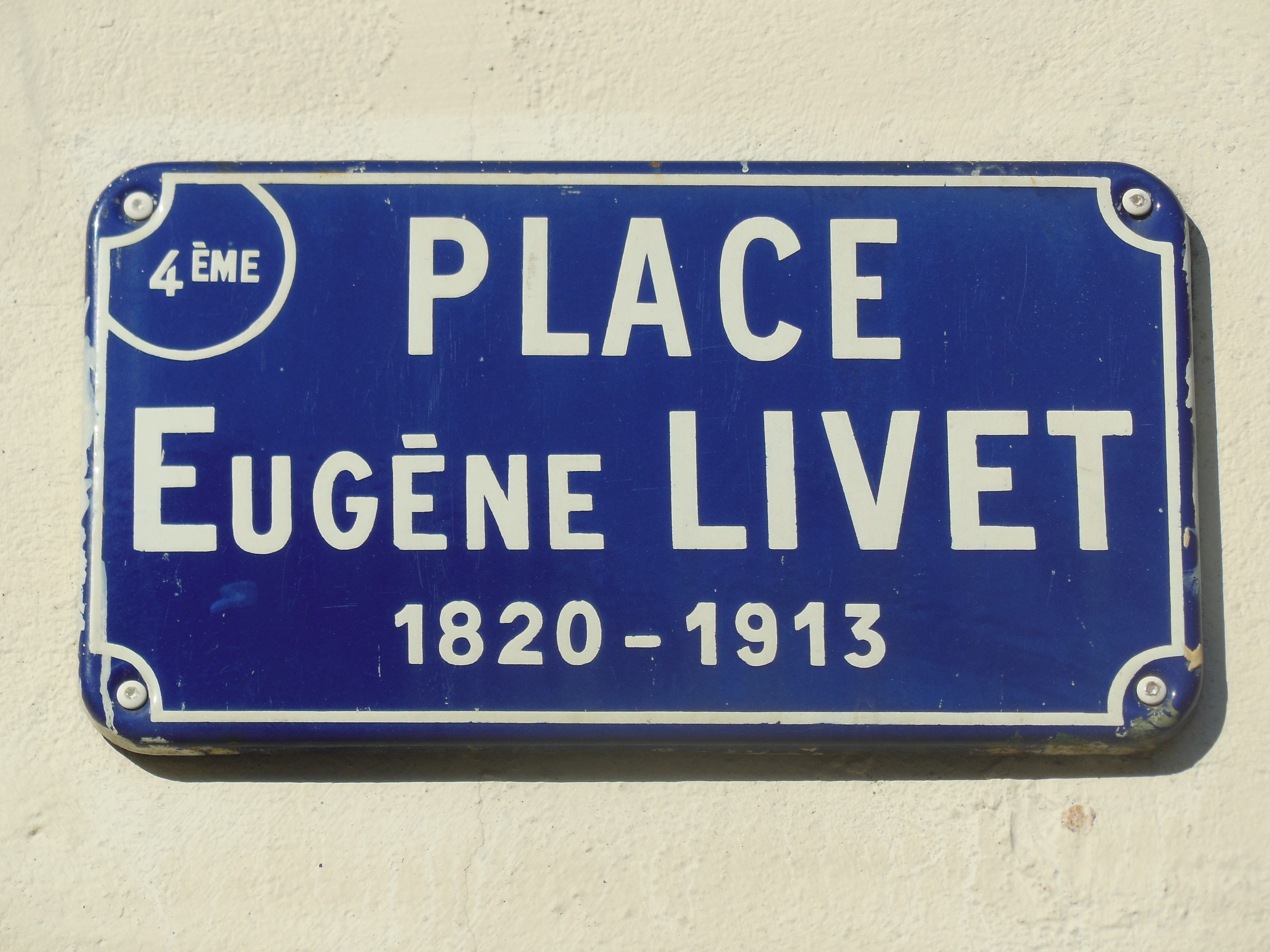
Panneau
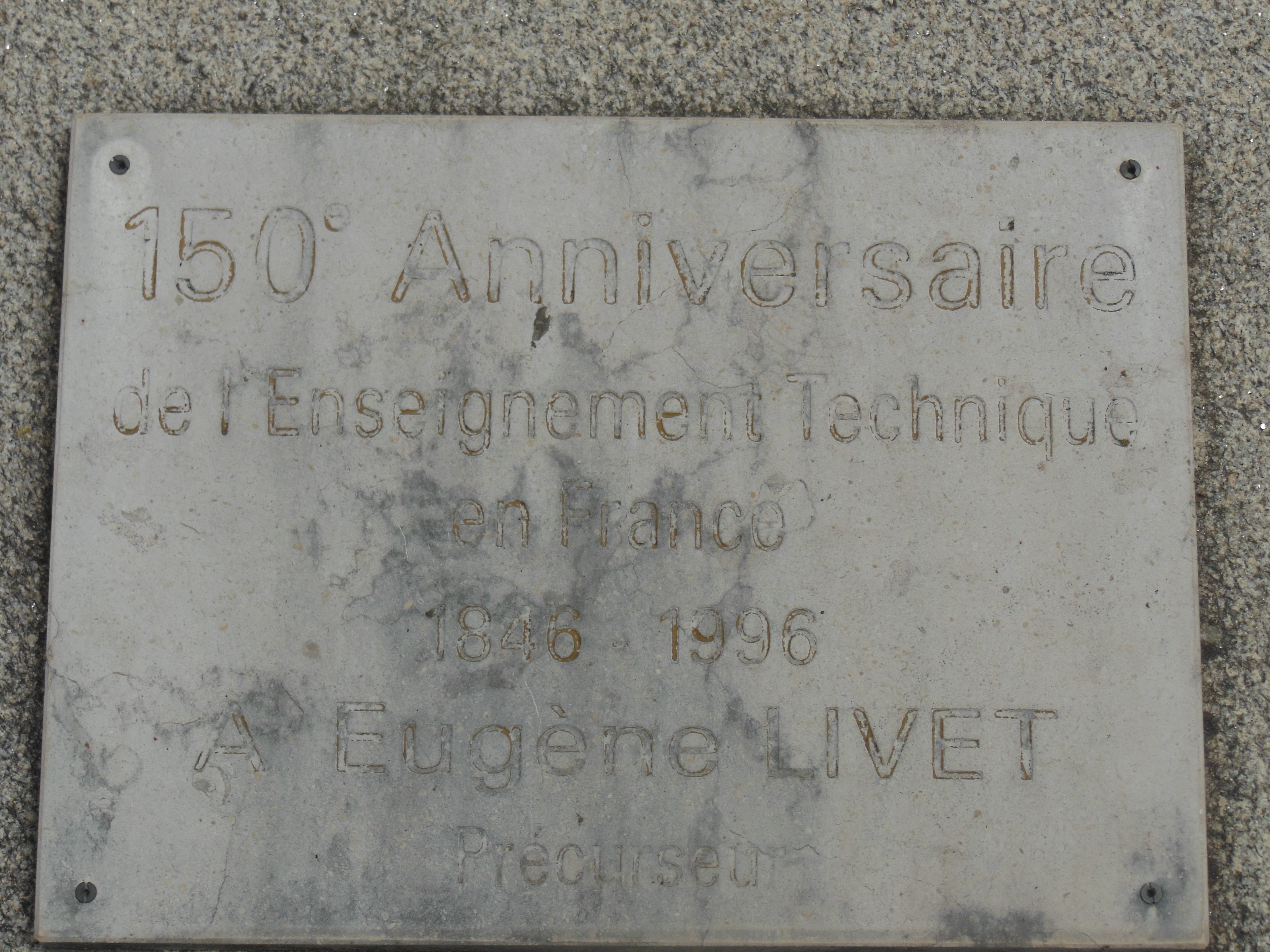
Plaque apposée au pied du buste